# Juventus Football Club 1954-1955
Questa voce raccoglie le informazioni riguardanti la Juventus Football Club nelle competizioni ufficiali della stagione 1954-1955.

## Stagione
La Juventus nel campionato di Serie A 1954-1955 si classifica al settimo posto.

## Divise
| Casa | Trasferta | 1ª portiere | 2ª portiere |

## Organigramma societario
Area direttiva
- Presidente: Giovanni Agnelli (fino al 18 settembre 1954); Craveri - N. Cravetto - Giustiniani (facenti funzioni; dal 18 settembre 1954 al 6 luglio 1955); Umberto Agnelli - N. Cravetto - Giustiniani (facenti funzioni; dal 6 luglio 1955)

Area tecnica
- Allenatore: Aldo Olivieri
- Direttore tecnico: George Raynor fino al 1º novembre 1954, Virginio Rosetta dal 3 febbraio 1955

## Rosa
| N. |                   | Ruolo | Calciatore       |
| -- | ----------------- | ----- | ---------------- |
|    | Italia (bandiera) | P     | Elio Angelini    |
|    | Italia (bandiera) | P     | Giovanni Viola   |
|    | Italia (bandiera) | D     | Giuseppe Corradi |
|    | Italia (bandiera) | D     | Bruno Garzena    |
|    | Italia (bandiera) | D     | Sergio Manente   |
|    | Italia (bandiera) | D     | Alfredo Travia   |
|    | Italia (bandiera) | C     | Umberto Colombo  |
|    | Italia (bandiera) | C     | Rino Ferrario    |
|    | Italia (bandiera) | C     | Aredio Gimona    |

| N. |                      | Ruolo | Calciatore                     |
| -- | -------------------- | ----- | ------------------------------ |
|    | Italia (bandiera)    | C     | Antonio Montico                |
|    | Italia (bandiera)    | C     | Guglielmo Oppezzo              |
|    | Italia (bandiera)    | C     | Giorgio Turchi                 |
|    | Italia (bandiera)    | A     | Giampiero Boniperti (capitano) |
|    | Danimarca (bandiera) | A     | Helge Bronée                   |
|    | Italia (bandiera)    | A     | Ettore Mannucci                |
|    | Italia (bandiera)    | A     | Ermes Muccinelli               |
|    | Danimarca (bandiera) | A     | Karl Aage Præst                |
|    | Italia (bandiera)    | A     | Gino Raffin                    |

## Calciomercato
| Acquisti | Acquisti        | Acquisti    | Acquisti   |
| R.       | Nome            | da          | Modalità   |
| -------- | --------------- | ----------- | ---------- |
| A        | Helge Bronée    | Roma        | definitivo |
| C        | Umberto Colombo | Monza       | definitivo |
| D        | Bruno Garzena   | Alessandria | definitivo |
| A        | Ettore Mannucci | Pro Patria  | definitivo |
| C        | Giorgio Turchi  | Bologna     | definitivo |

| Cessioni | Cessioni            | Cessioni | Cessioni   |
| R.       | Nome                | a        | Modalità   |
| -------- | ------------------- | -------- | ---------- |
| D        | Alberto Bertuccelli | Roma     | definitivo |
| A        | Guido Del Grosso    | Monza    | prestito   |
| C        | Flavio Emoli        | Genoa    | prestito   |
| A        | John Hansen         | Lazio    | definitivo |
| A        | Guido Macor         | Monza    | prestito   |
| C        | Carlo Parola        | Lazio    | definitivo |
| C        | Umberto Pinardi     | Udinese  | definitivo |
| A        | Eduardo Ricagni     | Milan    | definitivo |

## Risultati

### Serie A

#### Girone di andata
| Arbitro: | Bernardi (Bologna) |

|             |           |                            |
| Pratesi 18’ | Marcatori | 47’ Muccinelli 68’ Oppezzo |

| Arbitro: | Agnolin (Bassano del Grappa) |

|                                                 |           |                         |
| Bronée 21’, 86’ Sentimenti 43’ (aut.) Præst 64’ | Marcatori | 25’ Bredesen 80’ Hansen |

| Arbitro: | Orlandini (Roma) |

|                             |           |                          |
| Arce 34’ Manente 48’ (aut.) | Marcatori | 25’ Bronée 90+1’ Manente |

| Arbitro: | Canepa (Genova) |

|                  |           |                 |
| Præst 35’ (rig.) | Marcatori | 33’, 72’ Jensen |

| Firenze 17 ottobre 1954, ore 15:00 CET 5ª giornata | Fiorentina       | 0 – 0 referto | Juventus | Stadio Comunale\| Arbitro: \| Orlandini (Roma) \| |
| Arbitro:                                           | Orlandini (Roma) |               |          |                                                   |

| Arbitro: | Grandville (Roma) |

|            |           |               |
| Bronée 55’ | Marcatori | 32’ Spikofski |

| Arbitro: | Jonni (Macerata) |

|               |           |            |
| Boniperti 25’ | Marcatori | 35’ Amadei |

| Arbitro: | Bernardi (Bologna) |

|                  |           |                    |
| Nyers 35’ (rig.) | Marcatori | 59’ (rig.) Manente |

| Arbitro: | Agnolin (Bassano del Grappa) |

|                                |           |  |
| Boniperti 29’, 46’ Oppezzo 82’ | Marcatori |  |

| Arbitro: | Orlandini (Roma) |

|  |           |              |
|  | Marcatori | 53’ Mannucci |

| Arbitro: | Jonni (Macerata) |

|               |           |                          |
| Brighenti 79’ | Marcatori | 49’ Bronée 74’ Boniperti |

| Arbitro: | Bellè (Venezia) |

|                               |           |            |
| Montico 3’ Manente 80’ (rig.) | Marcatori | 14’ Frizzi |

| Ferrara 26 dicembre 1954, ore 14:30 CET 13ª giornata | SPAL             | 0 – 0 referto | Juventus | Stadio Comunale\| Arbitro: \| Jonni (Macerata) \| |
| Arbitro:                                             | Jonni (Macerata) |               |          |                                                   |

| Arbitro: | Orlandini (Roma) |

|                                              |           |                                           |
| Manente 20’ (rig.) Montico 74’ Boniperti 88’ | Marcatori | 1’, 72’ Frignani 27’ Ricagni 70’ Sørensen |

| Arbitro: | Piemonte (Monfalcone) |

|                      |           |             |
| Valentinuzzi 5’, 74’ | Marcatori | 52’ Montico |

| Torino 23 gennaio 1955, ore 14:30 CET 16ª giornata | Juventus        | 0 – 0 referto | Atalanta | Stadio Comunale\| Arbitro: \| Corallo (Lecce) \| |
| Arbitro:                                           | Corallo (Lecce) |               |          |                                                  |

| Arbitro: | Agnolin (Bassano del Grappa) |

|                                                            |           |            |
| Rosa 2’ Ronzon 30’ Baldini 50’ Tortul 60’ Conti 87’ (rig.) | Marcatori | 52’ Bronée |

#### Girone di ritorno
| Arbitro: | Marchese (Frattamaggiore) |

|                                                 |           |                         |
| Raffin 9’ Muccinelli 64’ Colombo 73’ Bronée 75’ | Marcatori | 52’, 85’ (rig.) Pratesi |

| Arbitro: | Campanati (Milano) |

|                   |           |             |
| Bredesen 13’, 73’ | Marcatori | 40’ Montico |

| Arbitro: | Bernardi (Bologna) |

|                                        |           |          |
| De Togni 49’ (aut.) Manente 74’ (rig.) | Marcatori | 70’ Arce |

| Arbitro: | Valsecchi (Milano) |

|                                         |           |                   |
| Sabbatella 4’ Curti 37’, 48’ Secchi 80’ | Marcatori | 9’, 51’ Boniperti |

| Arbitro: | Orlandini (Roma) |

|                                                  |           |             |
| Colombo 20’ Boniperti 77’ Bronée 83’ Manente 88’ | Marcatori | 38’ Virgili |

| Arbitro: | Moriconi (Roma) |

|                         |           |                      |
| Hansen 12’ Bassetti 57’ | Marcatori | 18’ Bronée 55’ Præst |

| Arbitro: | Bernardi (Bologna) |

|           |           |             |
| Golin 36’ | Marcatori | 34’ Colombo |

| Arbitro: | Agnolin (Bassano del Grappa) |

|             |           |           |
| Montico 23’ | Marcatori | 21’ Galli |

| Arbitro: | Bernardi (Bologna) |

|                                |           |                                      |
| Antoniotti 4’ Bacci 46’ (rig.) | Marcatori | 8’ (aut.) Bearzot 18’ (rig.) Manente |

| Arbitro: | Jonni (Macerata) |

|           |           |               |
| Præst 26’ | Marcatori | 58’ Selmosson |

| Arbitro: | Bellè (Venezia) |

|                                          |           |                                 |
| Præst 51’ Montico 68’ Manente 70’ (rig.) | Marcatori | 56’ Brighenti 75’ (rig.) Armano |

| Arbitro: | Marchetti (Milano) |

|                      |           |  |
| Frizzi 27’ Corso 39’ | Marcatori |  |

| Arbitro: | Orlandini (Roma) |

|                              |           |              |
| Manente 22’, 79’ Colombo 25’ | Marcatori | 60’ Olivieri |

| Arbitro: | Maurelli (Roma) |

|                               |           |               |
| Nordahl 39’, 71’ Liedholm 79’ | Marcatori | 26’ Boniperti |

| Arbitro: | Marchetti (Milano) |

|                                                            |           |              |
| Colombo 5’ Ballacci 9’ (aut.) Bronée 39’, 69’ Mannucci 76’ | Marcatori | 42’ Cappello |

| Arbitro: | Piemonte (Monfalcone) |

|                                |           |           |
| Travia 21’ (aut.) Bassetto 80’ | Marcatori | 83’ Præst |

| Arbitro: | Guarnaschelli (Pavia) |

|                         |           |                       |
| Ferrario 14’ Gimona 32’ | Marcatori | 36’ Rosa 50’ Arrigoni |

## Statistiche

### Statistiche di squadra
| Competizione | Punti | In casa | In casa | In casa | In casa | In casa | In casa | In trasferta | In trasferta | In trasferta | In trasferta | In trasferta | In trasferta | Totale | Totale | Totale | Totale | Totale | Totale | DR |
| Competizione | Punti | G       | V       | N       | P       | Gf      | Gs      | G            | V            | N            | P            | Gf           | Gs           | G      | V      | N      | P      | Gf     | Gs     | DR |
| ------------ | ----- | ------- | ------- | ------- | ------- | ------- | ------- | ------------ | ------------ | ------------ | ------------ | ------------ | ------------ | ------ | ------ | ------ | ------ | ------ | ------ | -- |
| Serie A      | 37    | 17      | 9       | 6       | 2       | 40      | 23      | 17           | 3            | 7            | 7            | 20           | 30           | 34     | 12     | 13     | 9      | 60     | 53     | +7 |

### Andamento in campionato
| Giornata  | 1 | 2 | 3 | 4 | 5 | 6 | 7 | 8 | 9 | 10 | 11 | 12 | 13 | 14 | 15 | 16 | 17 | 18 | 19 | 20 | 21 | 22 | 23 | 24 | 25 | 26 | 27 | 28 | 29 | 30 | 31 | 32 | 33 | 34 |
| --------- | - | - | - | - | - | - | - | - | - | -- | -- | -- | -- | -- | -- | -- | -- | -- | -- | -- | -- | -- | -- | -- | -- | -- | -- | -- | -- | -- | -- | -- | -- | -- |
| Luogo     | T | C | T | C | T | C | C | T | C | T  | T  | C  | T  | C  | T  | C  | T  | C  | T  | C  | T  | C  | T  | T  | C  | T  | C  | C  | T  | C  | T  | C  | T  | C  |
| Risultato | V | V | N | P | N | N | N | N | V | V  | V  | V  | N  | P  | P  | N  | P  | V  | P  | V  | P  | V  | N  | N  | N  | N  | N  | V  | P  | V  | P  | V  | P  | N  |
| Posizione | 1 | 1 | 2 | 5 | 6 | 5 | 5 | 5 | 3 | 2  | 2  | 2  | 2  | 2  | 4  | 5  | 5  | 5  | 5  | 5  | 6  | 5  | 5  | 6  | 6  | 6  | 5  | 5  | 6  | 5  | 7  | 7  | 7  | 7  |

Fonte:  Campionato 1954-1955 – Andamento, media punti ed altre statistiche, su juworld.net.
Legenda:

Luogo: C = Casa; T = Trasferta. Risultato: V = Vittoria; N = Pareggio; P = Sconfitta.

### Statistiche dei giocatori
| Giocatore     | Serie A  | Serie A |
| Giocatore     | Presenze | Reti    |
| ------------- | -------- | ------- |
| E. Angelini   | 3        | -4      |
| G. Boniperti  | 27       | 9       |
| H. Bronée     | 29       | 11      |
| U. Colombo    | 19       | 5       |
| G. Corradi    | 14       | 0       |
| R. Ferrario   | 33       | 1       |
| B. Garzena    | 7        | 0       |
| A. Gimona     | 22       | 1       |
| S. Manente    | 28       | 10 (1)  |
| E. Mannucci   | 15       | 2       |
| A. Montico    | 23       | 6       |
| E. Muccinelli | 28       | 2       |
| G. Oppezzo    | 16       | 2       |
| K. A. Præst   | 34       | 6       |
| G. Raffin     | 3        | 1       |
| A. Travia     | 18       | 0 (1)   |
| G. Turchi     | 24       | 0       |
| G. Viola      | 31       | -49     |